# Rio Novo (rio do Pará)
O rio Novo é um curso de água pertencente a bacia Amazônica. Sua nascente se encontra na região próxima a Terra do Meio,sendo o principal afluente do rio Jamanxim.
O rio em algumas area sofre com a grande exploração do garimpo, prejudicando todo seu curso.